# Анна Карина
Анна Кари́на (фр. , дат. Anna Karina; настоящее имя — Ханна Карин Бларке Байер, Hanna Karin Blarke Bayer; 22 сентября 1940[…], Фредериксберг, Дания — 14 декабря 2019[…], XIV округ Парижа, Париж, Франция) — датская и французская актриса театра и кино, кинорежиссёр, сценаристка, певица.

## Биография
Анна Карина родилась в Копенгагене в семье капитана. Её родители развелись, и она провела первые годы в семье своей бабушки. С 8 лет она жила с матерью. В 14 лет начала карьеру певицы в кабаре, выступала в коммерческих радиопрограммах и снималась в короткометражных фильмах.
Первой её значительной ролью в кино была роль в фильме «Девушка в башмачках», который был представлен на Каннском кинофестивале.
В 1958 году переехала в Париж, где по совету Пьера Кардена и Коко Шанель приняла псевдоним Анна Карина отсылающий к героине романа Льва Толстого «Анна Каренина».
В 1959 году после съёмок в рекламном ролике мыла на неё обратил внимание Жан-Люк Годар, который предложил ей роль в своём фильме. В 1961 году снялась у него в фильме «Женщина есть женщина».
3 марта 1961 года вышла замуж за Годара и прожила с ним в браке до 1967 года. К тому времени она снималась и в фильмах других режиссёров, таких как Лукино Висконти, Райнер Фассбиндер, Марта Месарош. В 1973 году как режиссёр поставила фильм «Жить вместе», но этот фильм одобрения зрителей не получил.
После развода с Годаром Анна Карина получила известность и как театральная актриса, выступив в главной роли в спектакле «Монахиня» по Дени Дидро. Позднее она снялась в фильме Жака Риветта «Сюзанна Симонен, монахиня Дени Дидро».
После расставания с Годаром Анна Карина ещё трижды выходила замуж — за актёров Пьера Фабра (в 1968 году), Даниэля Дюваля (в 1978 году) и Денниса Берри (в 1982 году).
Она написала четыре романа: «Vivre ensemble» (1973), «Golden City» (1983), «On n’achète pas le soleil» (1988) и «Jusqu’au bout du hasard» (1998).
Анна Карина свободно владела датским, французским, английским, шведским и итальянским языками.

## Фильмография
- 1960 — Маленький солдат — Вероника Дрейер
- 1961 — Женщина есть женщина — Анжела
- 1961 — Клео от 5 до 7 … La jeune fille blonde, Actress in silent film
- 1962 — Жить своей жизнью — Нана Кляйнфранкенхайм
- 1963 — Драже с перцем
- 1963 — «Шахерезада» / фр. Shéhérazade — Шахерезада
- 1964 — Посторонние — Odile
- 1964 — Карусель — Rose
- 1965 — Альфавиль — Natacha Von Braun
- 1965 — Безумный Пьеро — Marianne Renoir
- 1965 — Солдатские девки — Эленица
- 1966 — Монахиня — Suzanne
- 1966 — Сделано в США — Paula Nelson
- 1967 — Древнейшая профессия в мире — Natasha, Eleanor Romeovich, Hostess 703
- 1967 — Посторонний — Мари Кардона
- 1968 — Маг — Anne
- 1969 — Жюстин — Melissa
- 1969 — Смех в темноте — Марго
- 1969 — Перед тем, как наступит зима — Мария
- 1970 — Время умирать — девушка
- 1971 — Свидания в Брэ
- 1973 — Жить вместе — Julie Andersen
- 1973 — Хлеб и шоколад — Elena
- 1974 — Изобретение Мореля — Фаустина
- 1976 — Китайская рулетка — Irene Cartis
- 1976 — Омлет — Clara Dutilleul
- 1982 — Регина — Regina
- 1984 — Друг Венсана / L’Ami de Vincent — Eleonore
- 1984 — Аве Мария — Berthe Granjeux
- 1985 — Остров сокровищ — Mother
- 1987 — Последнее лето в Танжере — Myrrha
- 1988 — Философский камень — Катарина
- 1990 — Человек, который хотел быть виновным — Edith
- 1995 — Верх, низ, хрупко — Sarah
- 2002 — Правда о Чарли — Karina
- 2003 — Я, Цезарь / Moi César, 10 ans ½, 1m39 — Gloria

## Признание и награды
- Премия «Серебряный медведь» за лучшую женскую роль на 11-м Берлинском международном кинофестивале за фильм «Женщина есть женщина»